# Iphimedeia
Iphimedeia (altgriechisch Ἰφιμέδεια Iphimédeia) oder Ephimedeia ist eine Gestalt aus der griechischen Mythologie.
Sie war die Tochter des Triopas und die Ehefrau des Aloeus. Sie gebar die Aloaden (Ἀλοάδαι Aloádai) oder Aloiden (Ἀλοεῖδαι Aloeídai, latinisiert Aloïdae; nach konkurrierenden Varianten nur Namensgeber) Ephialtes und Otos. Wer deren Vater war, ist umstritten; manche Quellen sprechen von Poseidon, dem Meeresgott, andere von Aloeus, ihrem Ehemann.